# Liga Mexicana de Football Amateur Association 1905-06
La Temporada 1905-06 fue la edición IV de la Liga Mexicana de Football Amateur Association que comenzó el 8 de septiembre de 1905 y terminó en 1906, participaron los mismos 5 equipos de la temporada anterior con la diferencia de que el San Pedro Golf Club volvería a cambiar de nombre y ahora jugaría como México Country Club además de que estrenaría uniforme con nuevos colores, usando playera verde con blanco y short también en un tono blanco.
Después de dos subcampeonatos, el Reforma Athletic Club resultó campeón arrollando a sus rivales con la sorprendente cifra de 22 goles a favor por solo 3 en contra y sin perder un solo partido, con esto comenzaría la primera dinastía de un equipo que existió en el fútbol mexicano. El Puebla Athletic Club nuevamente tendría una campaña desastrosa con la diferencia de que por fin conseguiría su primer punto y marcaría su primer gol.

## Equipos participantes
| Equipo              | Ciudad           |
| ------------------- | ---------------- |
| British Club        | Ciudad de México |
| Pachuca A. C.       | Pachuca, Hidalgo |
| Puebla A. C.        | Puebla, Puebla   |
| Reforma A. C.       | Ciudad de México |
| México Country Club | Ciudad de México |